# Sierra de Alcaraz (vino)
Sierra de Alcaraz es una indicación geográfica protegida, utilizada para designar los vinos de la tierra elaborados con uvas procedentes de la zona vitícola de la Sierra de Alcaraz, que comprende los municipios de Alcaraz, El Ballestero, El Bonillo, Povedilla, Robledo, y Viveros, situados en la provincia de Albacete, España, y que cumplan unos requisitos determinados.
Esta indicación geográfica fue reglamentada en 2000 por la Junta de Castilla-La Mancha.

## Variedades de uva
- Tintas: Cabernet Sauvignon, Merlot, Bobal, Monastrell, Garnacha Tinta y Tintorera.
- Blancas: Moravia dulce, Chardonnay, Chelva, Eva, Alarije, Malvar, Borba, Parellada, Cayetana Blanca y Pedro Ximénez